# デュエット

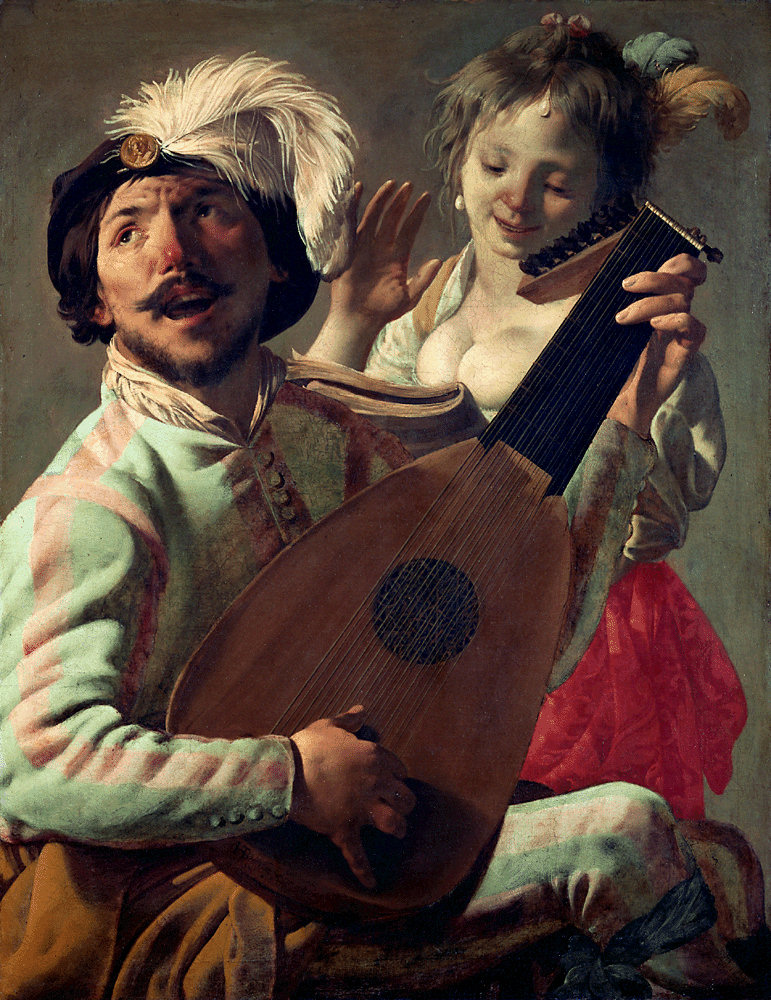
ヘンドリック・テル・ブルッヘン作の『デュエット』 (ルーヴル美術館)

デュエット（イタリア語: duetto、英語: duet 英語発音: [djuˈɛt]）は、二重奏、あるいは二重唱のこと。二人の奏者が異なるパートを演奏することを指すこともあり、その曲（二重奏曲、二重唱曲）をデュエットと呼ぶ。実演者（二重奏団、二重唱団）のこともデュエットと呼ばれることがある（本来はデュオ）。
デュエットもデュオもラテン語で「2」 を表す数詞 duo に由来する。

## 日本におけるデュエット
主に昭和歌謡から発生した男女の掛け合いを含む恋愛ソングがデュエットと呼ばれており、その曲はデュエットソング（デュエット曲）とも呼ばれる。そこからハモリ重視の男女デュエットソングも派生している。
二重唱は合唱・二重奏はクラシック音楽に関して使用されることが多く使い分けがされている。ポピュラー音楽の二重唱音楽ユニットはデュオと呼ばれる。古くは同性フォークデュオが多かったが、現在はフォークグループ以外のユニットにも使用されており男女デュオも多い。

## 関連:デュエットソングの例

### 日本以外の楽曲

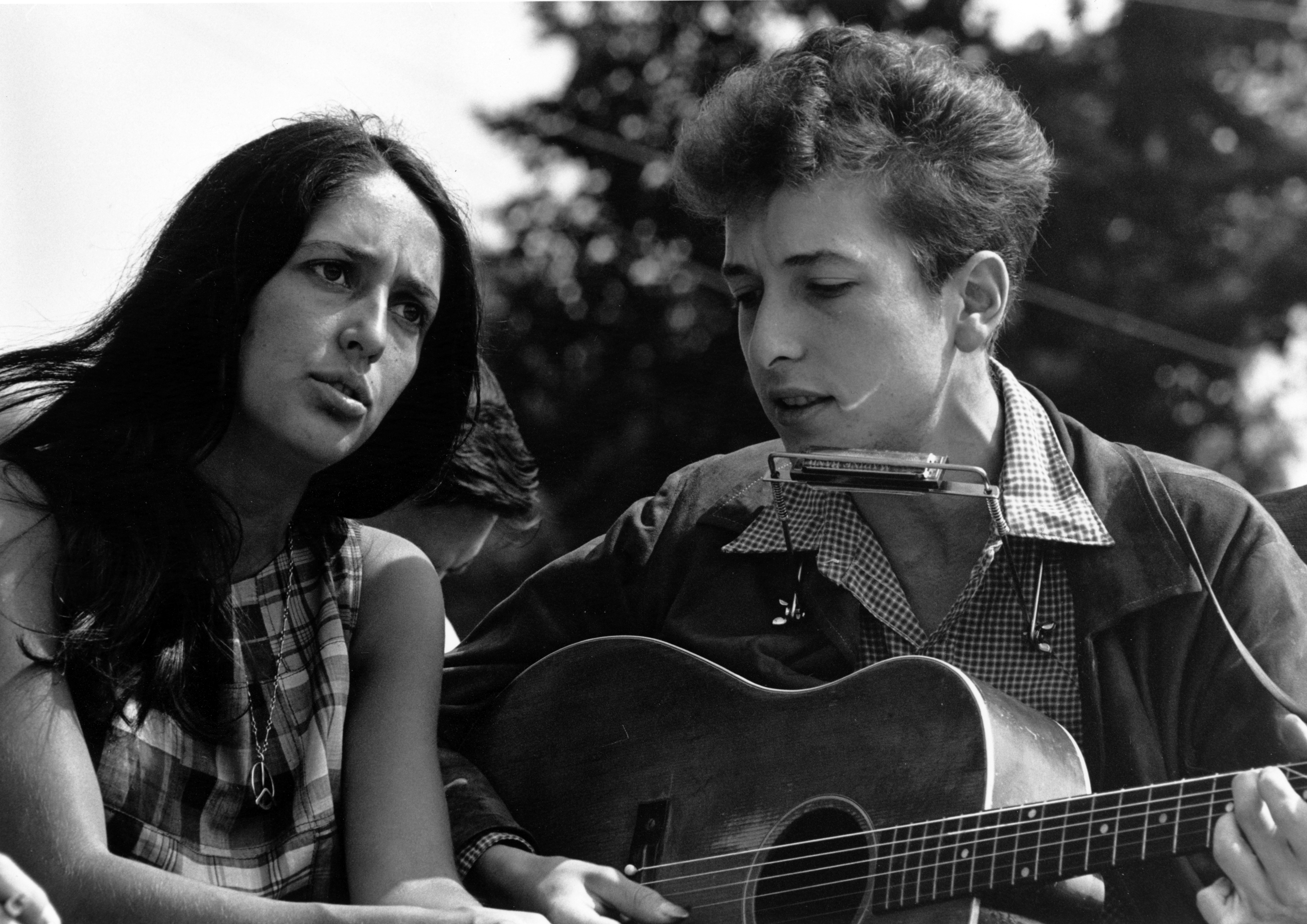
ジョーン・バエズとボブ・ディラン（1963年）

- ビング・クロスビー & グレース・ケリー 「トゥルー・ラブ」
- ポールとポーラ 「ヘイ・ポーラ」
- ニノ・テンポ & エイプリル・スティーヴンズ 「夢のディープ・パープル」（1963年）
- デール・アンド・グレイス 「さよならデート」（1963年）
- ジョニー・キャッシュ & ジューン・カーター・キャッシュ 「悲しきベイブ」（1964年）
- ボブ・ディラン & ジョーン・バエズ 「悲しきベイブ」（1964年）
- フランク・シナトラ & ナンシー・シナトラ 「恋のひとこと」（1967年）
- フランク・シナトラ & アントニオ・カルロス・ジョビン 「イパネマの娘」（1967年）
- ボビー・ジェントリー & グレン・キャンベル 「夢を見るだけ」（1969年）
- ボブ・ディラン & ジョニー・キャッシュ 「北国の少女」（1969年）
- アン・マレー & グレン・キャンベル 「二人だけの世界」（1971年）
- ロバータ・フラック & ダニー・ハサウェイ 「恋人は何処に」（1972年）
- ジョアン・ジルベルト & ミウシャ 「イザウラ」（1973年）
- エリス・レジーナ & アントニオ・カルロス・ジョビン 「三月の水」（1974年）
- カーリー・サイモン & ジェームス・テイラー 「愛のモッキンバード」（1974年）
- エルトン・ジョン & キキ・ディー 「恋のデュエット」（1976年）
- マリリン・マックー & ビリー・デイヴィス・ジュニア 「星空のふたり」（1976年）
- ポール・サイモン & ジョージ・ハリスン 「早く家へ帰りたい」（1976年） - チャリティ・アルバム『ルーマニアン・エンジェル・アピール〜ノーバディーズ・チャイルド』（1991年）に収録。
- ジョン・トラボルタ & オリビア・ニュートン＝ジョン 「愛のデュエット」「想い出のサマー・ナイツ」（1978年）
- オリビア・ニュートン＝ジョン & クリフ・リチャード 「恋の予感」（1980年）
- スティーヴィー・ニックス & ドン・ヘンリー 「レザー・アンド・レース」（1981年）
- クイーン & デヴィッド・ボウイ 「アンダー・プレッシャー」（1981年）
- ライオネル・リッチー & ダイアナ・ロス　｢エンドレス・ラブ」（1981年）
- ポール・マッカートニー & スティーヴィー・ワンダー 「エボニー・アンド・アイボリー」（1982年）
- ポール・マッカートニー & マイケル・ジャクソン 「ガール・イズ・マイン」（1982年）、「セイ・セイ・セイ」（1983年）
- ジョー・コッカー & ジェニファー・ウォーンズ　映画『愛と青春の旅だち』主題歌（1982年）
- ケニー・ロジャース & ドリー・パートン 「アイランド・イン・ザ・ストリーム」（1983年）
- ピーボ・ブライソン & ロバータ・フラック 「愛のセレブレイション（Tonight, I Celebrate My Love）」（1983年）
- ビル・メドレー & ジェニファー・ウォーンズ　「タイム・オブ・マイ・ライフ」（1987年）
- ピーボ・ブライソン & レジーナ・ベル
- ブラッド・ケイン & リー・サロンガ 「ホール・ニュー・ワールド」
- グウィネス・パルトロー & ヒューイ・ルイス 「クルージン」（2000年）
- ジョーン・オズボーン & ジャクソン・ブラウン 「マイ・バック・ページズ」（2000年）
- レイ・チャールズ & ヴァン・モリソン 「クレイジー・ラヴ」（2004年）
- キース・リチャーズ & ノラ・ジョーンズ 「ラヴ・ハーツ」（2005年）
- 竹内まりや & 山下達郎 「ウォーク・ライト・バック」（2003年）

### 日本の楽曲
- 霧島昇 & ミス・コロムビヤ（松原操） 「旅の夜風」（1938年） - 松竹映画『愛染かつら』の主題歌。
- 並木路子 & 霧島昇 「リンゴの唄」（1945年）
- 藤山一郎 & 奈良光枝 「青い山脈」（1949年）
- フランク永井&松尾和子「東京ナイト・クラブ」（1959年）
- 松尾和子&和田弘とマヒナスターズ「誰よりも君を愛す」（1959年） - 日本レコード大賞受賞
- 多摩幸子&和田弘とマヒナスターズ「北上夜曲」（1961年）
- 石原裕次郎 & 牧村旬子 「銀座の恋の物語」（1961年）
- 吉永小百合&和田弘とマヒナスターズ「寒い朝」（1962年）
- 橋幸夫&吉永小百合「いつでも夢を」（1962年）（日本レコード大賞受賞）、「若い東京の屋根の下」（1963年）、「若い歌声」（1963年）、「そこは青い空だった」（1964年）、「愛のしあわせ」（1965年）、「夢見る港」（1995年）
- 松尾和子&和田弘とマヒナスターズ「お座敷小唄」（1964年） - 300万枚の売上を記録
- 田代美代子&和田弘とマヒナスターズ「愛して愛して愛しちゃったのよ」（1965年）
- 山内賢 & 和泉雅子 「二人の銀座」（1966年）、「ユー・アンド・ミー」（1966年）、「東京ナイト」（1967年）、「星空の二人」 （1967年）
- 大木英夫 & 津山洋子 「新宿そだち」（1967年）
- ヒデとロザンナ 「愛の奇跡」（1968年）、「愛は傷つきやすく」（1970年）
- トワ・エ・モワ 「或る日突然」（1969年）、「空よ」（1970年）、「誰もいない海」（1970年）、「虹と雪のバラード」（1970年）
- さくらと一郎 「昭和枯れすゝき」（1974年）
- 郷ひろみ & 樹木希林 「お化けのロック」（1977年）、「林檎殺人事件」（1978年）
- 平尾昌晃 & 畑中葉子 「カナダからの手紙」（1978年）
- ロス・インディオス & シルヴィア 「別れても好きな人」（1979年）
- ヒロシ&キーボー 「3年目の浮気」（1982年）
- 五木ひろし & 木の実ナナ 「居酒屋」（1982年）
- 葵司郎 & 日野美歌 「男と女のラブゲーム」（1986年）- タケダ胃腸薬のCMでは武田鉄矢 & 芦川よしみが歌った。
- 武田鉄矢 & 芦川よしみ 「男と女のはしご酒」（1987年） - 上記CMのカップルでそのまま発売
- 鈴木聖美 with RATS & STAR「ロンリー・チャップリン」（1987年）
- 浜圭介 & 桂銀淑 「北空港」（1987年）
- オヨネーズ（長田あつし & 杏しのぶ）「麦畑」（1989年）
- 堀内孝雄 & 桂銀淑 「都会の天使たち」（1992年）
- 中山美穂 & WANDS 「世界中の誰よりきっと」（1992年） - オリコン集計開始後（1968年以降）のデュエットソング最大のヒット。
- クレージーキャッツ＋Yuming 「Still Crazy For You」（2006年）
- 稲垣潤一&小柳ゆき「悲しみがとまらない」（2008年） - デュエットによる杏里の同曲のカヴァー。オリジナルのリリース(1983年11月5日)からちょうど25年に当たる、2008年11月5日にリリースされた。

- 石原裕次郎 & 浅丘ルリ子 「夕陽の丘」（1964年）、「東京さすらい歌」
- 石原裕次郎 & 愛まち子 「銀の指輪」
- 石原裕次郎 & 八代亜紀 「別れの夜明け」「夜のめぐり逢い」
- 石原裕次郎 & 川中美幸 「逢えるじゃないかまたあした」「恋の町札幌」
- 石原裕次郎 & 真梨邑ケイ 「さよならは昼下がり」「愛・フォーエヴァー」
- 藤谷美和子 & 大内義昭 「愛が生まれた日」
- 吉永小百合&三田明「若い二人の心斎橋」「明日は咲こう花咲こう」
- 梶光夫&高田美和「わが愛を星に祈りて」「アキとマキ」「野菊の墓」「愛の手紙は幾歳月」
- 小林幸子 & 美樹克彦 「もしかして PARTII」
- 都はるみ & 岡千秋 「浪花恋しぐれ」
- 都はるみ & 宮崎雅 「ふたりの大阪」
- 村下孝蔵・中林由香｢哀愁物語 -哀愁にさようなら- ／美し過ぎるミステイク｣
- 石川優子 と チャゲ 「ふたりの愛ランド」「渚の誓い」
- 西城秀樹 & バリー・マニロウ 「腕の中へ -In Search of Love-」
- 田原俊彦 & 研ナオコ 「夏ざかりほの字組」｢恋すれどシャナナ｣
- 鈴木聖美 Duet with 杉真理「Precious Friend」
- 鈴木雅之 & 菊池桃子 「渋谷で5時」 - 音楽番組では松田聖子や工藤静香とも披露
- 鈴木雅之 & 杏子「最初のYaiYai」
- 千昌夫 & コロッケ 「上野に五時半」 - 「渋谷で5時」のパロディ
- 鈴木雅之 & 島谷ひとみ 「ふたりでいいじゃない」
- 純一 & 彩 「逆にソレって愛かもネ」
- 島倉千代子 & 守屋浩 「星空に両手を」
- 小川知子 with 谷村新司 「忘れていいの-愛の幕切れ-」
- サザンオールスターズ「シャ・ラ・ラ」
- 村田和人（Duet with 竹内まりや）「SUMMER VACATION」
- 三原順子&嶋大輔「Easy悪Rock'n Roll」
- もんたよしのり with 大橋純子「夏女ソニア」「恋はマジック/LOVE AFFAIR」
- NAO&NOBU「君は綺麗なままで」
- 河合奈保子&ジャッキー・チェン「愛のセレナーデ」
- 奈保子&小金沢くん「ちょっとだけ秘密」
- 財津和夫（Duet with 原みどり）「償いの日々」
- 彩恵津子（Duet with 久保田利伸）「永遠のモーニング・ムーン」
- 小泉今日子（Duet with 真田広之）「たとえばフォーエバー」
- 小泉今日子（Duet with 大瀧詠一）「快盗ルビィ - 小泉今日子 & 大瀧詠一デュエット・ヴァージョン
- イルカ with リッキー「雨上がりの夏」
- 佐田玲子・さだまさし「あなたを愛したいくつかの理由」、「愛をみつけた」
- BARBEE BOYS - 同バンドは男女混声ツインボーカルのため、ほぼ全曲がデュエットである。
- 遊佐未森・古賀森男 「Silent Bells」
- 国分友里恵（Duet with 角松敏生）「It's Hard To Say Good-bye〜さよならは愛の言葉〜」
- 渡辺美里・佐野元春「Home Planet〜地球こそ私の家〜」
- KAN（Duet with 種ともこ）「信じられない人」
- 岸田智史・生田智子「今夜は秘密の…」
- 井上大輔・Cindy「涙よりもMerry Xmas」
- AAA「出逢いのチカラ」
- ASKA（Duet with 岩崎宏美）「Love is alive」
- MASAHARU&NAMIKO「シンネコしましょう」
- MASARINA「いい人でいられない」、「世界で1番近くにいて」
- 上岡龍太郎&有賀さつき「愛がきらめく時」
- 宇徳敬子&近藤房之助「Good-by morning」
- 髙橋真梨子 with 玉置浩二「貴方が生きたLove Song」
- マリーン・玉置浩二「終らないでI LOVE YOU」
- 森川由加里 with 鈴木雄大「who are you?」
- NOA「今を抱きしめて」
- 織田哲郎&大黒摩季「憂鬱は眠らない」
- 障子久美（Duet with 佐藤竹善）「A Never Fading Love」
- 池田聡（Duet with 大本友子）「しあわせになりたい」
- 荻野目洋子&村田和人 「今日から始めよう」
- 高倉健&裕木奈江「あの人に似ている」
- 中島みゆき（Duet with さだまさし） 「あの人に似ている」 - 上記楽曲の作詞・作曲を共作した中島・さだによるセルフカヴァー
- 中島みゆき（Duet with 世良公則） 「ふたりは」
- THE BOOM（Duet with 矢野顕子）「釣りに行こう」
- 宮沢和史&矢野顕子「二人のハーモニー」
- RIKKI+宮沢和史「からたち野道/朱鷺―トキ―」
- THE BOOM「蒼い夕陽 feat.ユウ（GO!GO!7188）」
- THE BOOM「暁月夜〜あかつきづくよ〜 feat.石川さゆり」
- 平松愛理（Duet with 松尾清憲）「恋は偉なもの」
- 平松愛理（Duet with 根本要）「帰り道でチャオ」
- 松田博幸（Duet with 露崎春女）「SILENCEが終わるまで」
- 露崎春女（Duet with 佐藤竹善）「In This Love」
- 西司 with 鈴木結女「愛が両手を広げてる」
- 河内淳貴 with MEGU「Bay Bridge〜眠れない夜を越えて〜」
- 本田美奈子・楠瀬誠志郎「Fall In Love With You -恋に落ちて-」
- GeNTLe BReeZe（田村直美・スターダストレビュー）「Feel me,See me,Hold me」
- 唐沢寿明&樹木希林「2人のすべて」
- カズン「冬のファンタジー」
- 笠松美樹&濱田金吾「29:00の戸惑い」
- 内田有紀&m.c.A・T「EVER&EVER」
- 区麗情（Duet with 浜田省吾）「Love Letter」
- 忌野清志郎と篠原涼子「パーティーをぬけだそう! 」
- 大沢誉志幸・かの香織「キャンドルを消さないで」
- 山下達郎&メリサ・マンチェスター「愛の灯〜Stand In The Light」
- カヒミ・カリィ・ムッシュかまやつ「若草の頃」
- カヒミ・カリィ・伊武雅刀「偽りの恋〜愛のラムール」
- 吉沢梨絵 Duet with KADOMATU.T「Never Gonna Miss You」
- 香取慎吾&原由子「みんないい子」
- 杉山清貴&オメガトライブ（Duet with RAJIE)「YOU'RE LADY, I'M A MAN」
- 杉山清貴・大橋純子「Lovers Luck」
- 真矢 with 椎名へきる「漂流者」
- カロゴンズ「カロゴンズのテーマ」、「カロゴンズのラヴソング」
- 浜崎あゆみ&つんく「LOVE〜since1999〜」
- 中西保志 with沢田知可子「幸せのドア」
- 荻野目洋子&小野正利 「Feeling」
- 須藤薫「噂のふたり Duet with つのだ☆ひろ」
- 須藤薫&杉真理「君の物語」、「最後のデート〜Last Rendezvous〜」
- 片寄明人 featuring ショコラ「Veranda」
- 筧利夫・藤谷美和子「シャバダ ダバダ」
- けん♀♂けん「銀座あたりでギン!ギン!ギン!」
- 高橋克典 with 仲間由紀恵「愛してる」
- 今井大介&唐沢美帆「I do」
- 斉藤和義と玲葉奈 「五秒の再会」
- Ilmari×Salyu 「VALON」
- 郷ひろみ・松田聖子「True Love Story／さよならのKISSを忘れない」
- 松田聖子 with 原田真二 「夏物語」
- 松田聖子×藤井隆 「真夏の夜の夢」
- SEIKO with Crazy.T 「Smile on me」
- 松田聖子 & クリス・ハート 「夢がさめて」
- Little Kiss（石橋貴明・工藤静香）「A.S.A.P.」
- やな家（斉藤由貴・及川光博） 「家庭内デート」
- 斉藤由貴・来生たかお「ORACIÓN -祈り-」
- 桃井かおり・来生たかお 「ねじれたハートで」
- 来生たかお Duet with 大橋純子 「シルエット・ロマンス」
- 来生たかお Duet with 中森明菜 「セカンド・ラブ」
- 来生たかお Duet with 薬師丸ひろ子 「夢の途中」
- 松任谷由実（Duet with 来生たかお）「Corvett 1954」
- 松任谷由実（Duet with 岡田真澄） 「恋人と来ないで」
- 松任谷由実（Duet with 田島貴男）「太陽の逃亡者」
- 松任谷由実（Duet with 加藤和彦）「黄色いロールスロイス」
- 松任谷由実・小田和正・財津和夫 「今だから」
- カールスモーキー石井・松任谷由実 「愛のWAVE」
- 南沙織 & 南佳孝 「Finesse」
- よしだたくろう with よしだけいこ 「春の風が吹いていたら」 - 音楽番組では南沙織とも披露
- 地井武男／生稲晃子 「Oh!散歩日和」
- TAMAO&KIYOSHI「ラブリィ」
- 朋ちゃん&コロッケ「ありがとね!」
- 椎名純平 with 篠原涼子「Time of GOLD」
- HY「AM11：00」
- キンモクセイと東京ジェンヌ「二人のムラサキ東京」
- こっこちゃんとしげるくん「SING A SONG〜NO MUSIC,NO LOVE LIFE〜」
- 角松敏生 with 千秋「Smile」
- リリメグ「おやすみ」
- 倖田來未 feat.石井竜也「KAMEN」
- Bank Band with Salyu「to U」
- ジャガー横田&木下博勝「愛のデュエット」
- 鈴木雅之 & 菊池桃子「恋のフライトタイム〜12pm〜」
- 一平ちゃんとれいこちゃん「冬場のI LOVE YOU」
- 嘉門達夫・浅田美代子「デュエット替え唄メドレー」
- 稲垣潤一&広瀬香美「クリスマスキャロルの頃には」 - デュエットによる稲垣の同曲のカヴァー
- 稲垣潤一&辛島美登里「思い出す度 愛おしくなる」
- 加藤ミリヤ×清水翔太「Love Forever」「BELIEVE」
- 清水翔太×加藤ミリヤ「FOREVER LOVE」
- DOUBLE & 清水翔太「おやすみのキスを〜Good Night My Love〜」
- 清水翔太「366日 feat. 仲宗根泉(HY)」
- 薫と友樹、たまにムック。「マル・マル・モリ・モリ!」
- AKINO ＆ AIKI from bless4「月光シンフォニア」
- AIKI ＆ AKINO from bless4「月のもう半分」
- Superfly & トータス松本「STARS」
- T.M.Revolution×水樹奈々「Preserved Roses」
- 水樹奈々×T.M.Revolution「革命デュアリズム」
- 平井堅「グロテスク feat. 安室奈美恵」
- miwa「夜空。feat.ハジ→」
- 椎名林檎とトータス松本「目抜き通り」
- DAOKO×米津玄師「打上花火」
- DAOKO×岡村靖幸「ステップアップLOVE」